# Борино
Вижте пояснителната страница за други значения на Борино.
Борино е село в Южна България. То е административен център на община Борино, област Смолян.

## География
Село Борино се намира в планински район. До него се намират селата Чала, Гьоврен и градовете Доспат и Девин.

## История
Старото име на селото е Карабулак. През 1872 година в селото има 100 къщи. През 1920 година в селото живеят 859 души, през 1946 – 1457 души, а през 1965 – 2685 души.

## Етнос и религии
Основната част от населението се състои от турци и българи. Турците са мюсюлмани,  а българите християни. Българи мюсюлмани има малко, като те са преселници от околните села.
В селото има джамия и църква.

## Културни и природни забележителности
Село Борино е разположено в югозападните Родопи, в местност богата на природни забележителности. Някои от тях са дело на човешка ръка като Кемеров мост (Кемера), а други са природни феномени – Дяволският мост. Недалеч са Дяволското гърло, Ягодинската пещера, Триградското ждрело и Буйновското ждрело.

## Редовни събития
Всяка година през първата събота и неделя от месец август се организира футболно първенство, в което участват отбори от съседни общини. Присъстват специални гости от страната.

## Личности
- Мустафа Сали Карадайъ – е български политик от Движението за права и свободи (ДПС) и негов председател в периода 2016 – 2023 г.
- Венцислав Димитров р.1954 г. – преподавател по физика[3]
- Цветка Димитрова Такова – авторка на първата книга за историята на село Борино. „Село Борино в миналото и настоящето на Родопите“, издателство „Демакс“ 2010 г. и второ издание – продължение, със същото заглавие, издателство „ВУСИ“, гр. Пловдив, 2019 г.